# Heteroconger perissodon
Heteroconger perissodon és una espècie de peix pertanyent a la família dels còngrids.

## Descripció
- Pot arribar a fer 53,7 cm de llargària màxima.
- Fa al voltant de 24 mm de diàmetre.[5][6][7]

## Hàbitat
És un peix marí, demersal i de clima tropical que viu entre 1 i 10 m de fondària.

## Distribució geogràfica
Es troba al Pacífic occidental: les illes d'Ambon (Indonèsia) i Negros (les illes Filipines).

## Observacions
És inofensiu per als humans.